# Max und Ines Krakauer

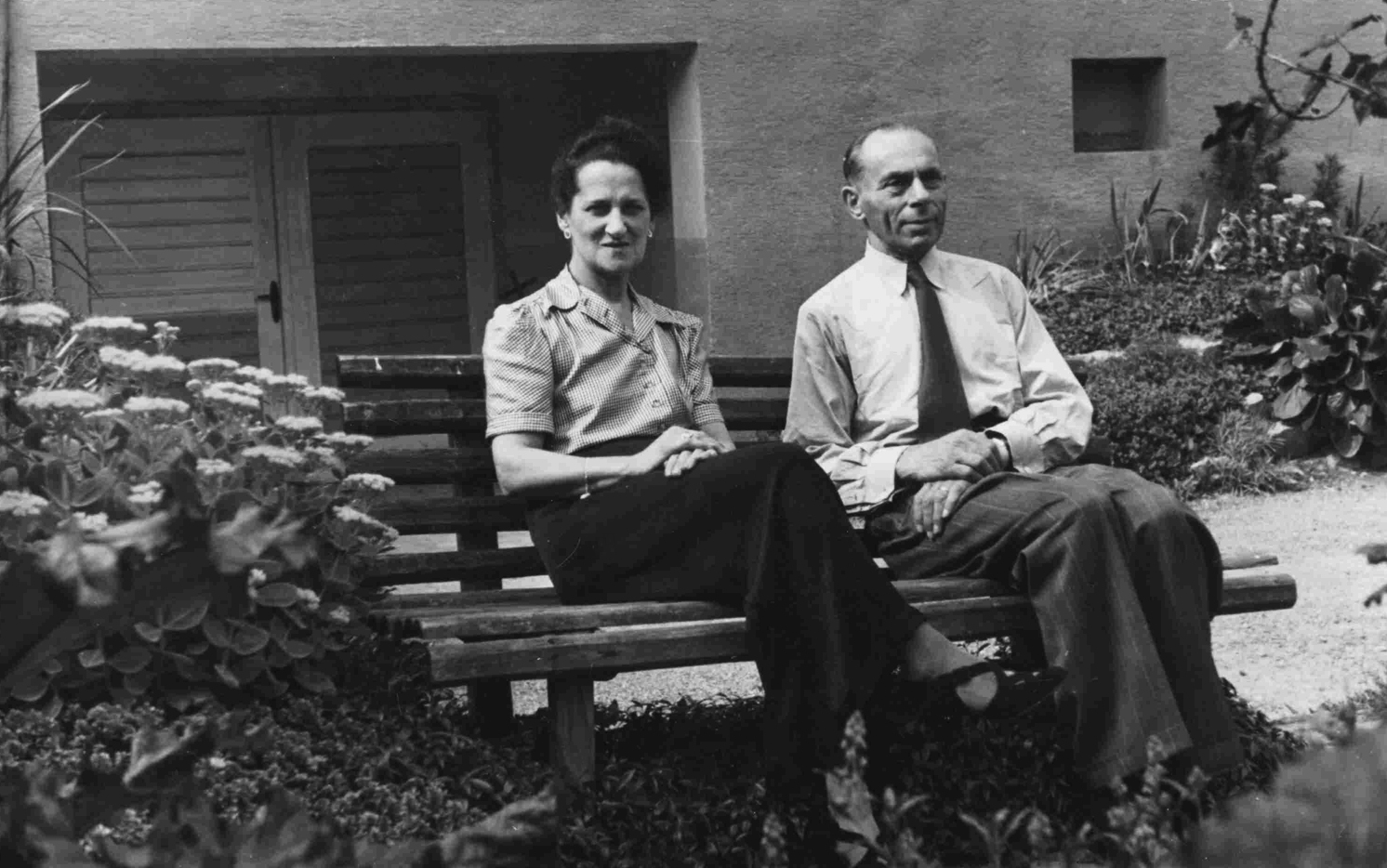
Max und Ines Krakauer

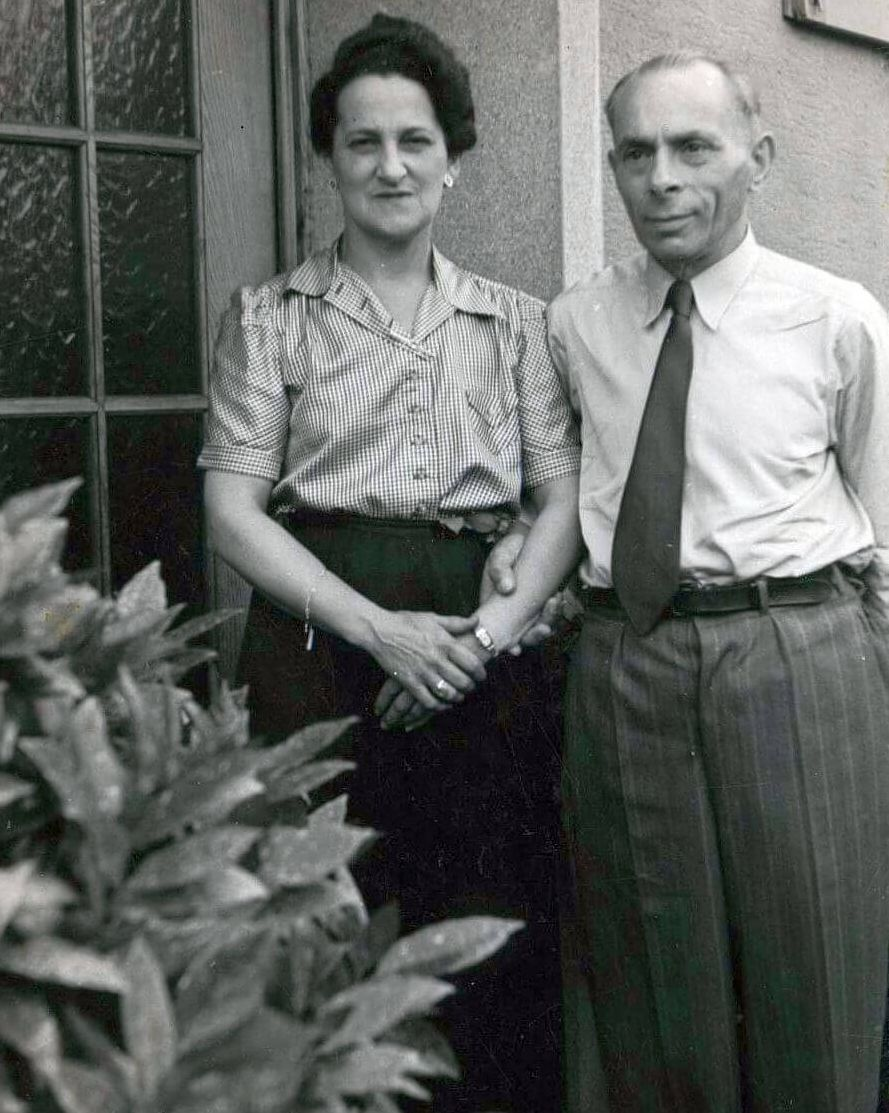
Die Krakauers (1947)

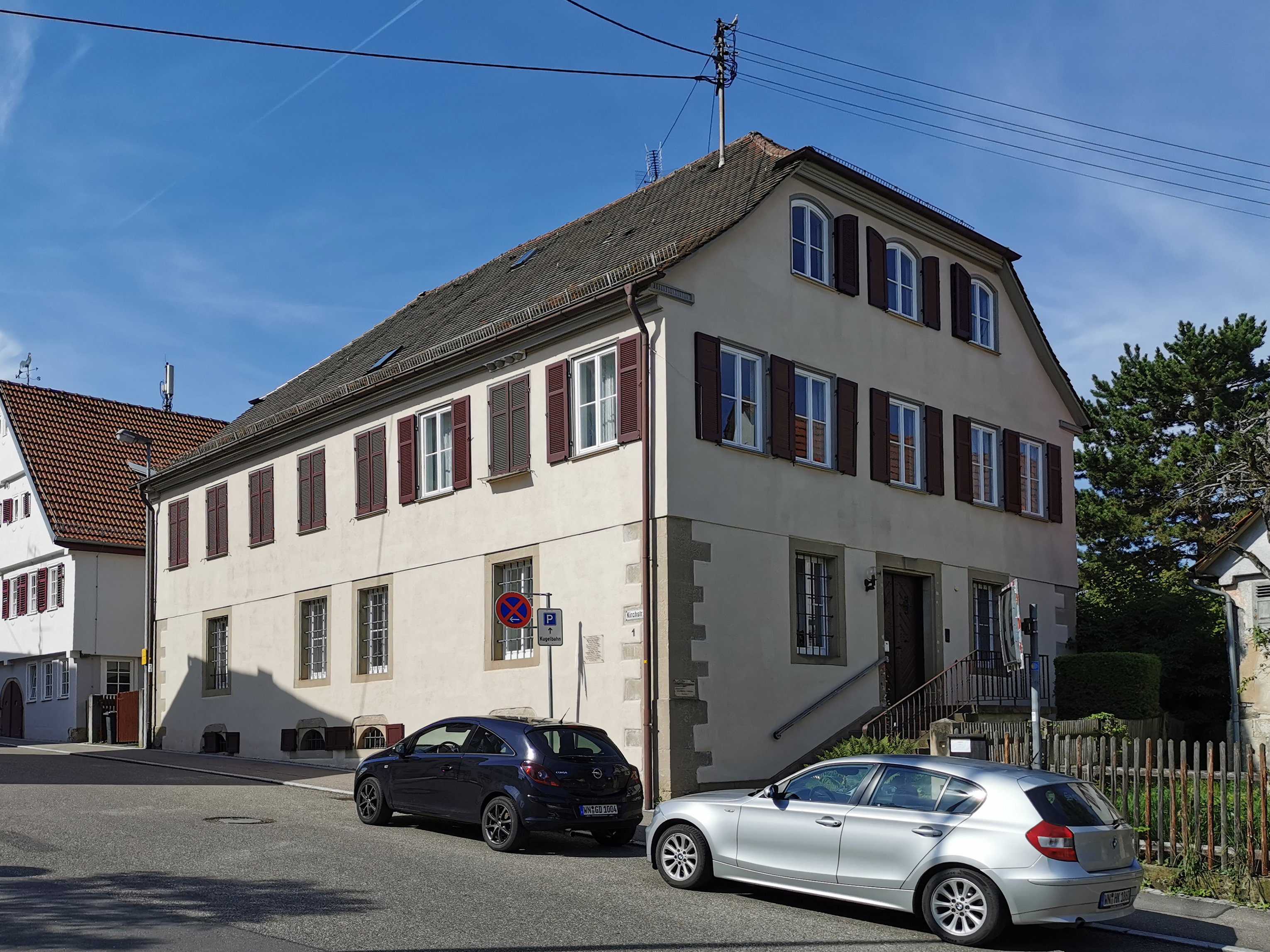
Letztes Versteck der Krakauers in Stetten im Remstal

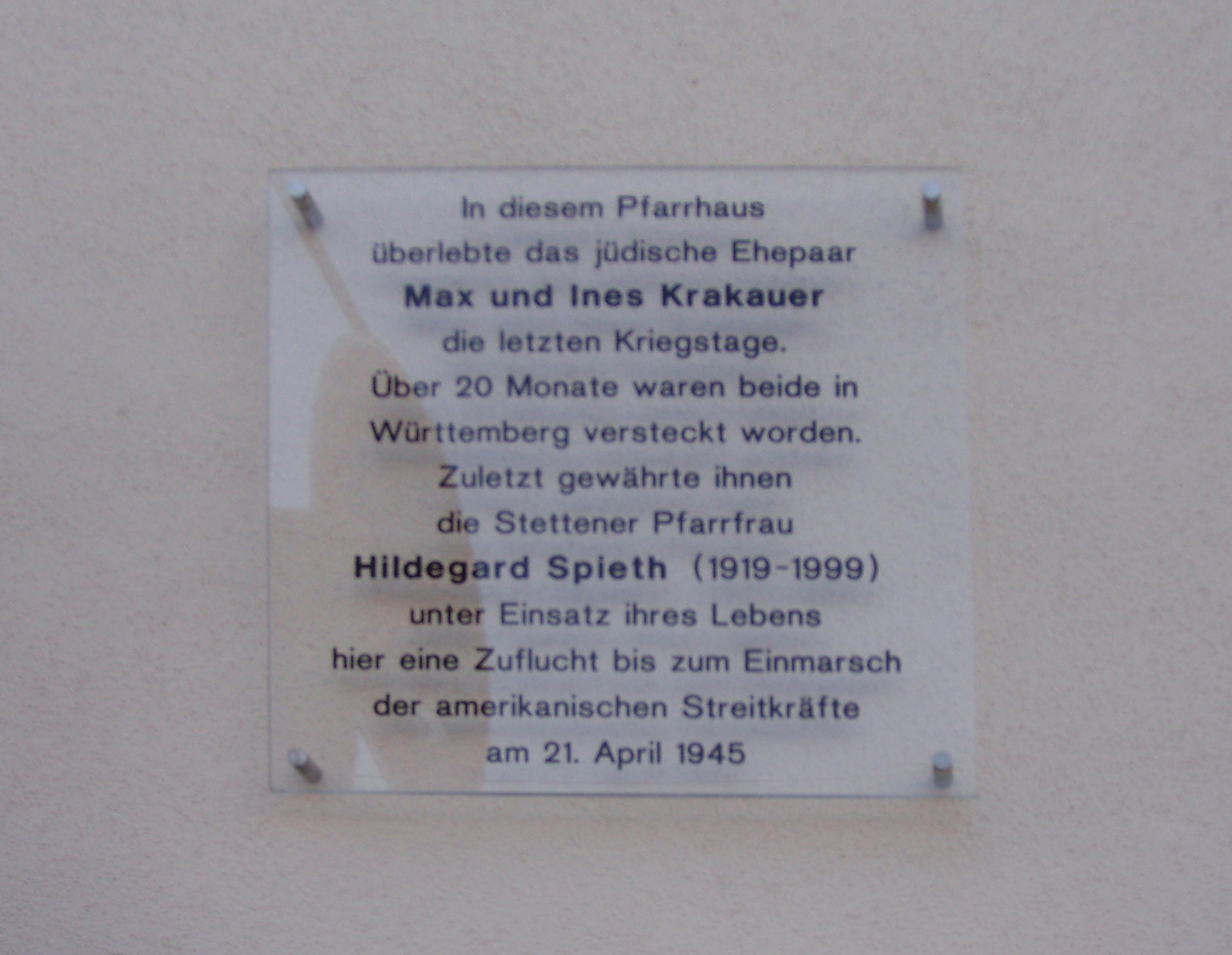
Hinweistafel am letzten Versteck der Krakauers

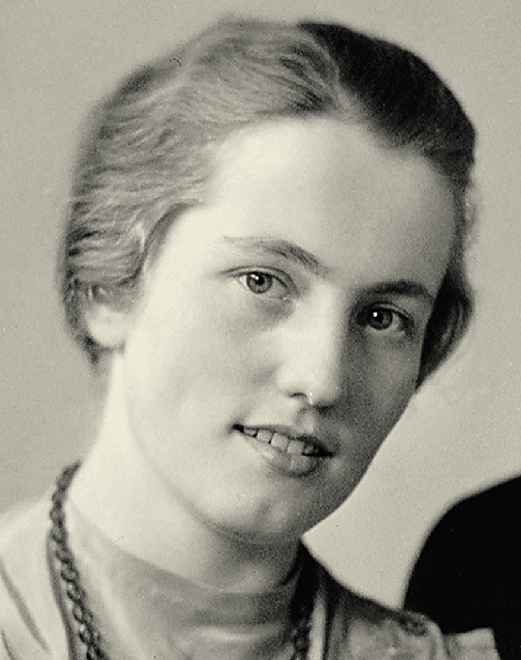
Porträt von Hildegard Spieth

Max und Ines (Karoline) Krakauer (Max: * 19. Dezember 1888; † 6. März 1965; Ines: * 5. Oktober 1894; † 7. März 1972) waren ein jüdisches Ehepaar, das während des Nationalsozialismus in Deutschland überlebte und in zahlreichen Verstecken Unterschlupf fand.

## Leben im Nationalsozialismus
Max und Ines Krakauer stammten ursprünglich aus Leipzig. Dort war Max Krakauer als Unternehmer im Filmverleih tätig, bis ihn das Gewerbeverbot durch die Nationalsozialisten traf. Das Ehepaar Krakauer bemühte sich, eine Emigrationsmöglichkeit zu finden, und zog zu diesem Zweck nach Berlin, hatte jedoch keinen Erfolg. Zu Beginn des Zweiten Weltkrieges leisteten Max und Ines Krakauer Zwangsarbeit.
Ab Januar 1943, dem Beginn der Massendeportationen von Juden aus Berlin, lebten Max und Ines Krakauer im Untergrund. Die Zeit bis zur Befreiung durch die amerikanischen Streitkräfte verbrachten sie in insgesamt 66 verschiedenen Verstecken, häufig in evangelischen Pfarrhäusern zunächst in Berlin bei Wilhelm und Elisabeth Jannasch, dann in Brandenburg und Pommern, ab August 1943 in Württemberg in Häusern der so genannten Württembergischen Pfarrhauskette. Sie trugen in dieser Zeit den Decknamen Ackermann.
Ein Glied der Kette von Verstecken war Anfang 1944 für vierzehn Tage auch die badische Pfarrfamilie Gertrud und Otto Riehm in Ispringen.
Max Krakauer schrieb später ein Erinnerungsbuch über diese Zeit, in dem er seiner vielen Helfer gedachte. Die erste Auflage wurde 1947 veröffentlicht.
Im Johann-Ludwig-Fricker-Haus in Dettingen an der Erms wird an das Ehepaar erinnert, ebenso am Pfarrhaus neben der Stiftskirche, wo eine im Jahr 2009 angebrachte Gedenktafel ihrer und des sie verbergenden Pfarrerehepaars Adolf und Elisabeth Rittmann gedenkt. An dem Haus in Stetten, in dem sie ab dem 10. April 1945 versteckt waren und die Befreiung erlebten, erinnert eine Hinweistafel an das Ehepaar Krakauer und seine Helferin Hildegard Spieth. Elf der Helfer wurden inzwischen als Gerechte unter den Völkern ausgezeichnet. Das Ehepaar Krakauer ist auf dem jüdischen Teil des Steinhaldenfeldfriedhofes in Stuttgart begraben.

## Erinnerungsbuch
- Max Krakauer: Lichter im Dunkel. Originalausgabe bei Behrendt, Stuttgart 1947 (1.–5. Tsd.)
  - Neu hrsg. von Otto Mörike mit dem Titel: Lichter im Dunkel. Flucht und Rettung eines jüdischen Ehepaares im Dritten Reich. Quell-Verlag, Stuttgart 1975, ISBN 3-7918-1300-5 (bis 11. Auflage, 1994)
  - Aktuelle Ausgabe: Hrsg. von Gerda Riehm und Jörg Thierfelder unter Mitarbeit von Susanne Fetzer. Calwer Verlag, Stuttgart 2007, ISBN 978-3-7668-4001-1
  - Englische Ausgabe: Lights in Darkness, English translation by Hans Martin Wuerth, E-Book Calwer Verlag, Stuttgart 2012, ISBN 978-3-7668-4232-9